# Sinti

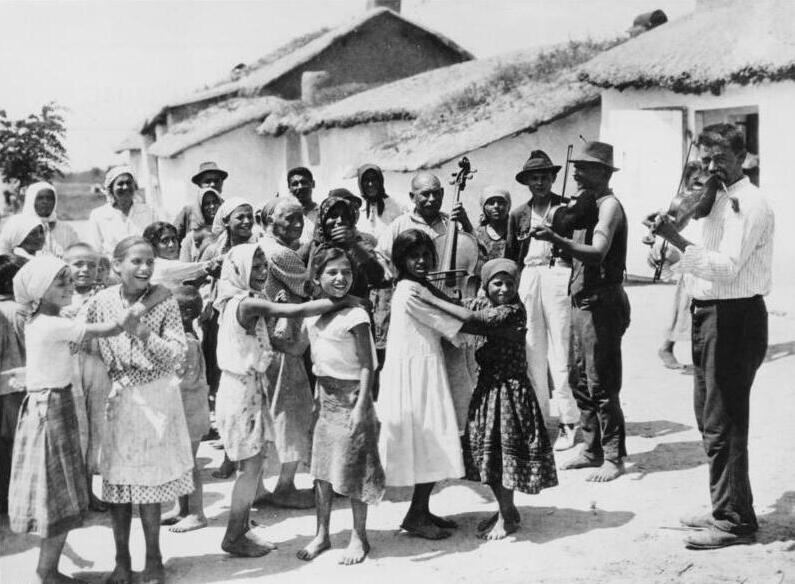
Sinti dansen en maken muziek, 1928.

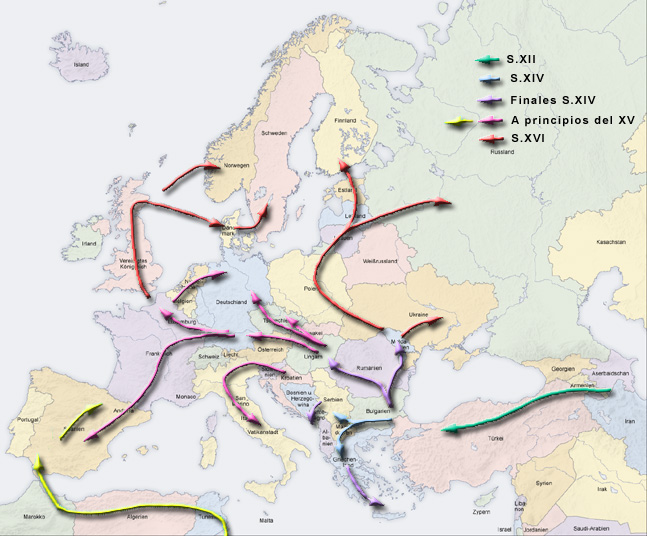
Voornaamste routes van de Romamigraties

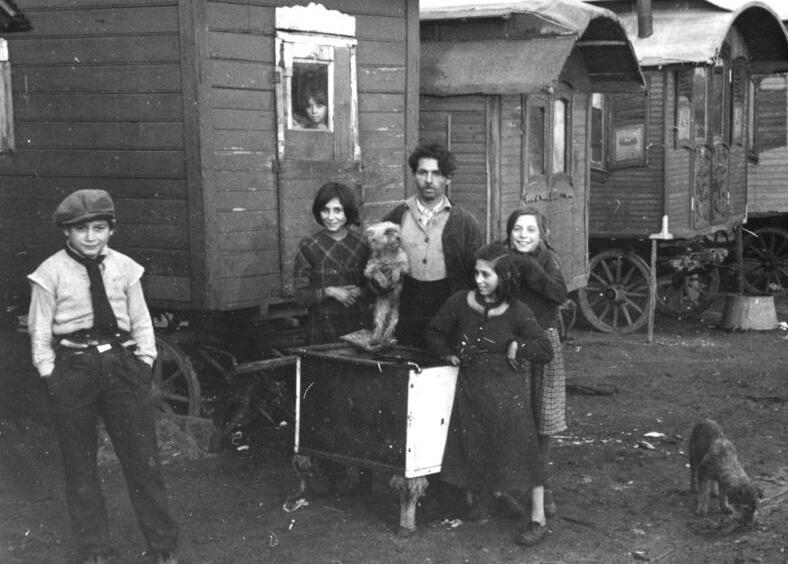
Sinti voor hun woonwagens, 27 december 1937

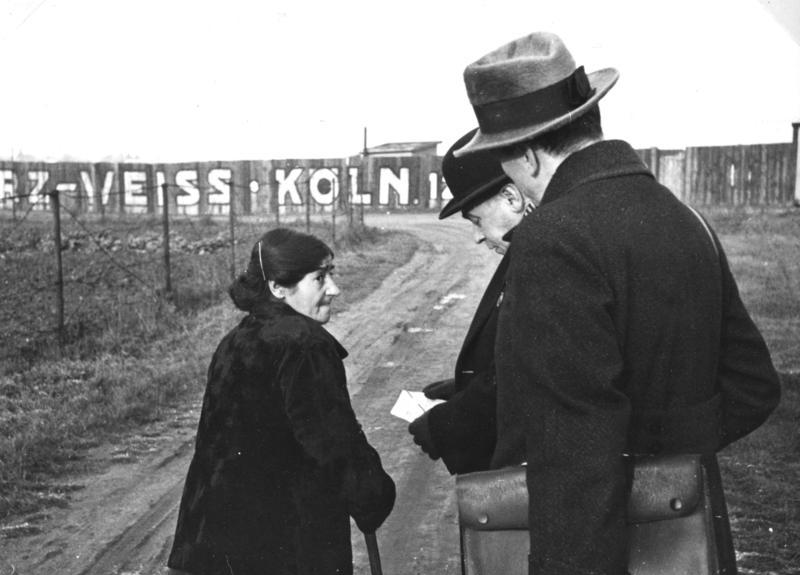
Pascontrole tijdens een razzia bij een woonwagenkamp, december 1937

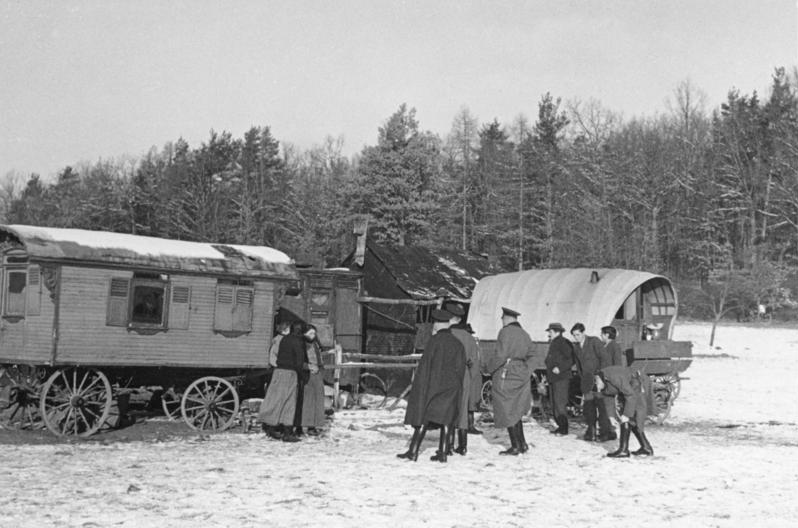
Razzia in een Duits woonwagenkamp, 1937

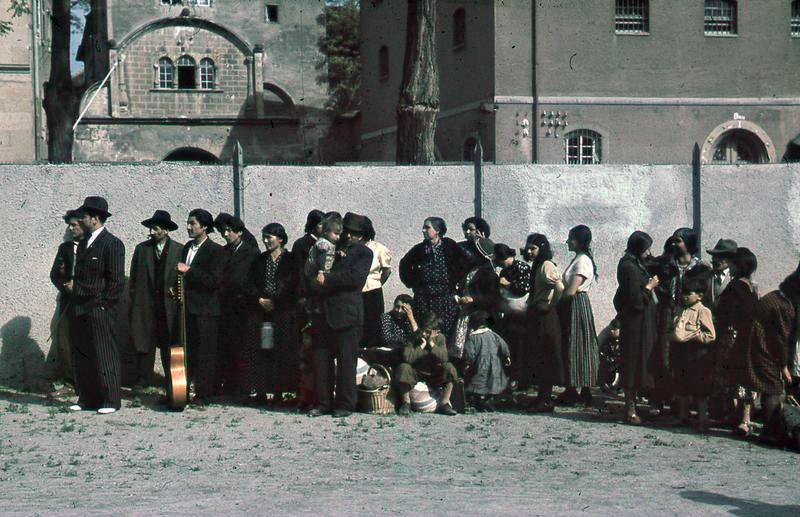
Deportatie van Sinti, 22 mei 1940

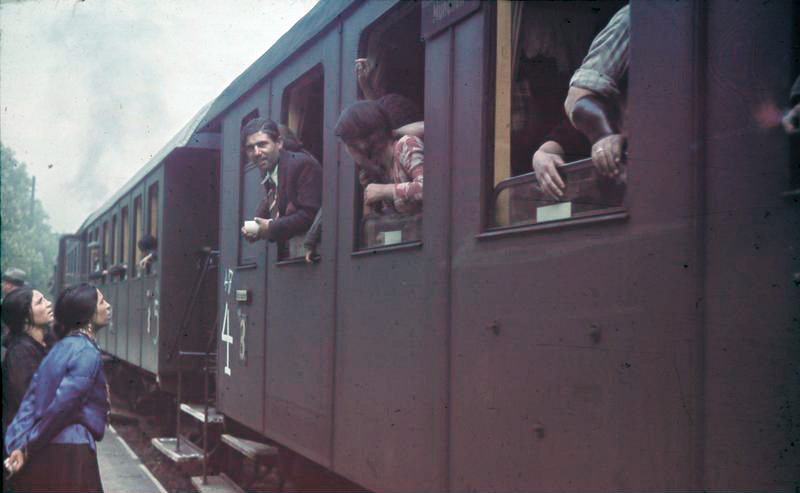
Deportatie van Sinti, 22 mei 1940

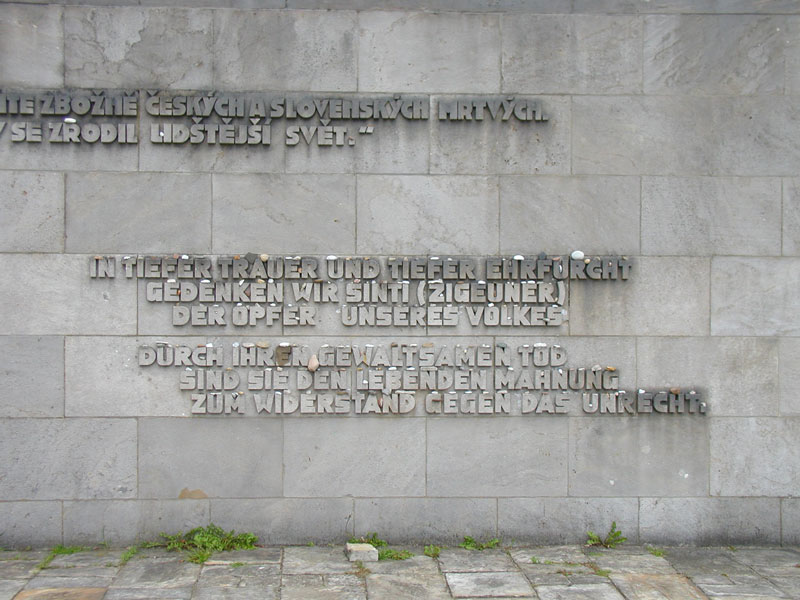
Herdenkingsteken in Bergen-Belsen voor vermoorde Sinti

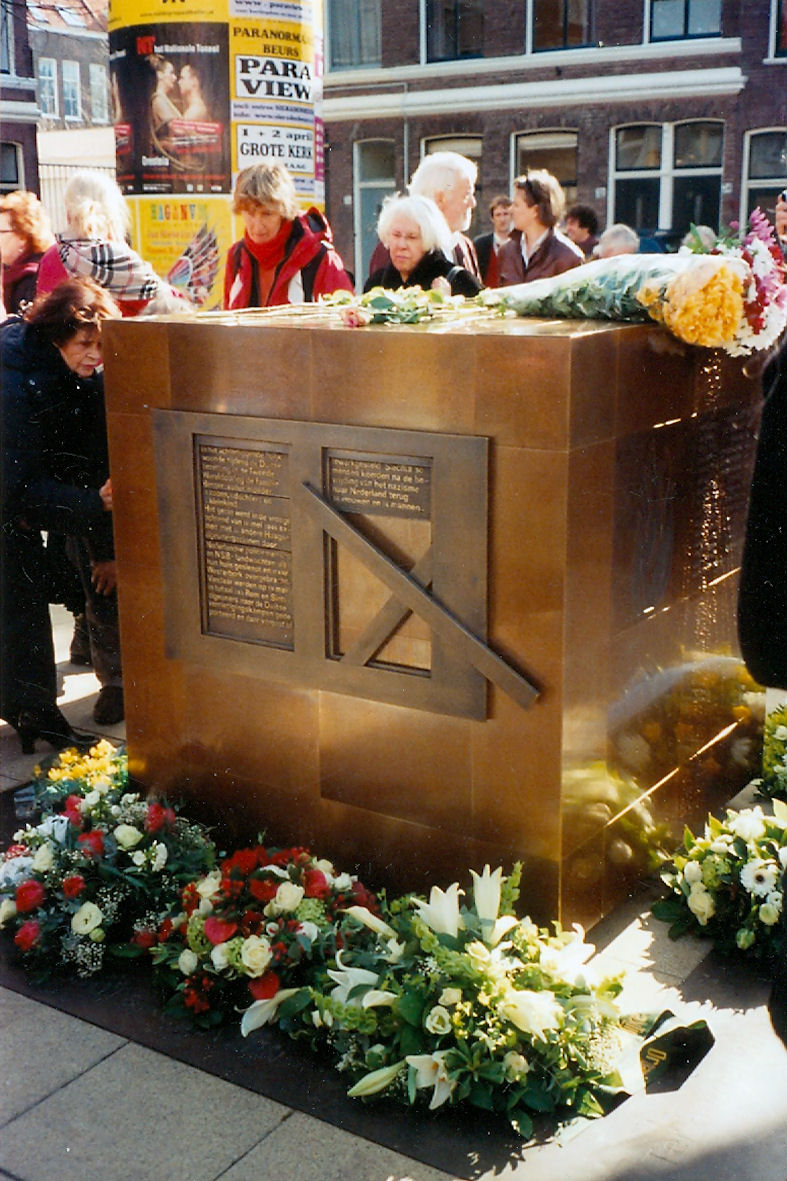
Monument voor Roma en Sinti in Den Haag

Sinti (mannelijk Sinto, vrouwelijk Sintezza) of Manoesjen (in België), in het dagelijks taalgebruik ook aangeduid als zigeuners, is een naam voor een nomadisch volk. Hoewel de meeste Sinti zich als aparte etnische groep zien, worden ze beschouwd als een van de vijf Roma-stammen.

## Herkomst
De Sinti stammen mogelijk uit Sindh (provincie van Pakistan) of van de oevers van de Sindhu (Indus) in Pakistan en Noord-West India. De linguist Yaron Matras noemt de afkomst uit Sindh echter mythisch. Ze zouden vandaar naar het hof van Perzië zijn gemigreerd, waar ze vaak als muzikant werk zochten. Van Perzië zwermden ze uit over Europa en Noord-Afrika. Volgens de historicus Marko D. Knudsen zijn ze afstammelingen van de Domba-kaste uit de Noord-Indische koninkrijken Gurjara en Rajput die in de 11e eeuw als slaven door de legers van Mahmud van Ghazni naar het westen werden meegenomen. In hun muziek namen ze de traditionele muziek op uit de landen waar ze doorheen trokken. De taal van de Sinti is het Romani, hoewel dit eigenlijk niet één taal is maar meer een verzamelnaam voor meerdere aan elkaar verwante talen. Deze taal is rijk aan leenwoorden. Tijdens het Roma-congres van 1974 in Londen bepaalde deze groep dat zij voortaan Roma zouden heten. De woorden gipsy, gypsy (refererend aan: van Egypte), zigeuner (zie: Roma onder etymologie) en gitano (voor de Kale in Spanje en Portugal) kwamen hiermee te vervallen. Zij introduceerden een volkslied, een wapen en een vlag en werden zo een volk zonder land. De Sinti spreken desondanks liever van de Roma en de Sinti. Sinti hebben vaak onder armoedige omstandigheden aan de rand van een plaats geleefd. Ze waren bijzonder goede smeden en stonden in Nederland onder andere bekend als ketellappers en scharenslijpers. Tot de Tweede Wereldoorlog oefenden zij vaak een reizend beroep uit, maar de overheid probeerde dat aan banden te leggen, en na de bezetting van Nederland nam dat nog toe. Op 27 maart 1942 schreef de burgemeester van Gennep aan de secretaris-generaal van Binnenlandse Zaken „Het zij mij vergund onder Uwe aandacht te brengen dat in dezen tijd van voedselschaarste de zwervende bevolking der woonwagens eene overlast voor het platteland beteekent. Ware in dezen tijd van soepele wetgeving concentratie niet mogelĳk in plaatsen, welke daartoe meer geëigend zĳn?“ In 1943 werd het woonwagenbewoners verboden te reizen. Hun woonwagens werden in beslag genomen. Veel Roma en Sinti kozen er vervolgens voor onder te duiken. In mei 1944 zijn 245 Nederlandse Roma en Sinti opgepakt en gedeporteerd naar nazi-concentratiekampen. Van deze groep keerden er slechts enkele terug. Een groot deel van de Sinti en andere Europese Roma werd vermoord. Sinds de Tweede Wereldoorlog reizen ze nog maar weinig. Meestal wonen ze in woonwagenkampen. In Nederland en België wonen er sindsdien nog enkele duizenden, wat Nederland betreft vooral verspreid over Gelderland, Noord-Brabant en Limburg.

## België
Sinti worden in België manouche genoemd. Manouch is het Sanskriet woord voor mens, waar ook ons woord man aan verwant is. Ze zijn al in de 15e eeuw naar België getrokken en wonen tegenwoordig hoofdzakelijk in de driehoek Brussel-Antwerpen-Gent. Hun aantal bedraagt tussen de 1000 en de 1500. Een aantal Belgische Sinti-muzikanten zijn naar Nederland getrokken, omdat het leven daar voor hen gemakkelijker zou zijn.
Een van de bekendste Belgische Sinti is Maria Leimbergen uit Aalst. Ze heeft acht jaar voor een vaste standplaats gestreden en schreef hierover een boek: Mijn strijd als Sinti-vrouw.

## Nederland

#### Geschiedenis
Al voor 1868 kwamen er Sinti naar Nederland. Ze hadden Belgische, Duitse of Franse paspoorten en trokken al langere tijd door West-Europa. De grootste groep, die afkomstig was uit Duitsland en Frankrijk vestigde zich tussen 1900 en 1920 in Nederland. In 1928 werden ze door de Nederlandse overheid tot "zigeuners" betiteld. Ze werden beschouwd als armlastig en asociaal en de rijksoverheid probeerde hen in het Nederlandse regime te plaatsen, waarbij een rol speelde dat in 1918 de Woonwagenwet van kracht was geworden om meer greep op woonwagenbewoners te krijgen. Plaatselijke overheden behandelden de Sinti dikwijls minder streng.

#### Families
In Nederland bevinden zich ongeveer 4500 Sinti, van wie circa vijfhonderd uit families die er al enkele generaties verblijven. Bekende Sintifamilies in Nederland zijn Weiss (beter bekend als het zigeunerorkest Tata Mirando), Reinhardt (van Django Reinhardt), Rosenberg (van het Rosenberg Trio), Steinbach, Meier en Basily.

#### Tweede Wereldoorlog
Vele Nederlandse Sinti zijn tijdens de bezetting van Nederland door het Nazi-Regime in de Tweede Wereldoorlog, gevangen genomen en naar Auschwitz gedeporteerd. Nederlandse bestuursorganisaties en burgers werkten veelal mee aan de selectie, gevangenname het transport en de opsluiting in Nederlandse kampen als het kamp Westerbork. en daar zonder enige vorm van proces vermoord door vergassing. Het meisje Settela Steinbach, na de oorlog bekend geworden van een foto in de trein waarmee ze door het Nazi-regime werd afgevoerd, was een van hen. De weinige Sinti die de Nazi-vervolging overleefden, keerden na de oorlog terug naar Nederland. De meesten van de overlevenden beschikten over een Zuid-Amerikaans of Zwitsers paspoort. Ze kregen net als vele andere Nederlanders in de naoorlogse dagen geen steun van de overheid, hun bezittingen waren veelal geconfisqueerd en ontvingen geen compensatie voor hun verloren gegane bezittingen. In februari 2000 betuigde premier Kok namens de Nederlandse regering spijt aan de Sinti. Er werd tevens besloten alsnog een vergoeding te geven voor de bezittingen die zij waren kwijtgeraakt.

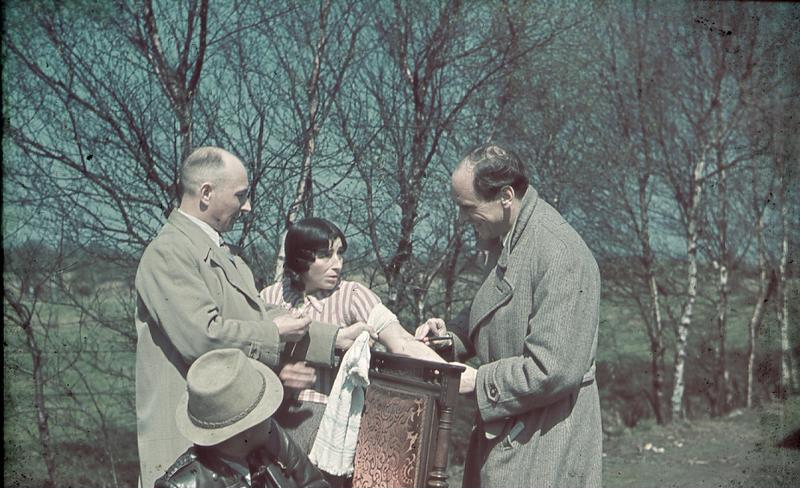
De Duitse Dr. Robert Ritter, hoofd van de Rassenhygienische und bevölkerungsbiologische Forschungsstelle van het Nazi-Regime neemt in de buitenlucht bloed af bij een vrouw, mogelijk een Sintezza (Sinti-vrouw), 1936.
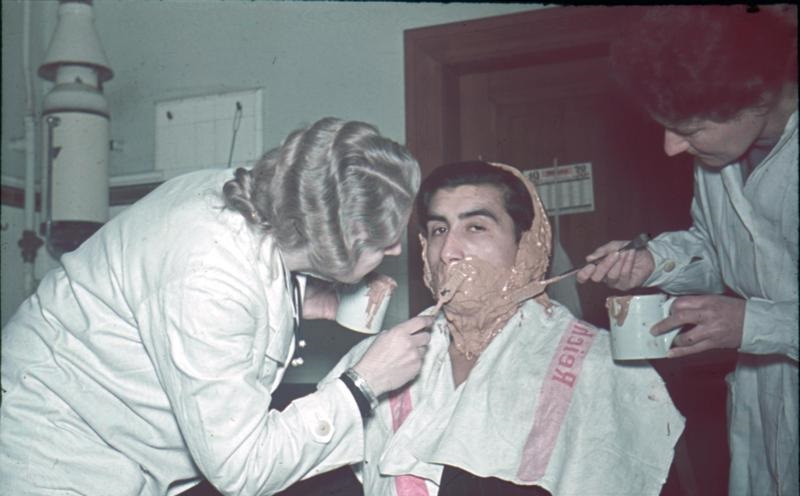
Twee Duitse onderzoekers van de Rassenhygienische und bevölkerungsbiologische Forschungsstelle van het Nazi-Regime, maken een afdruk van het hoofd van vermoedelijk een Sinto (Sinti-man), 1936.
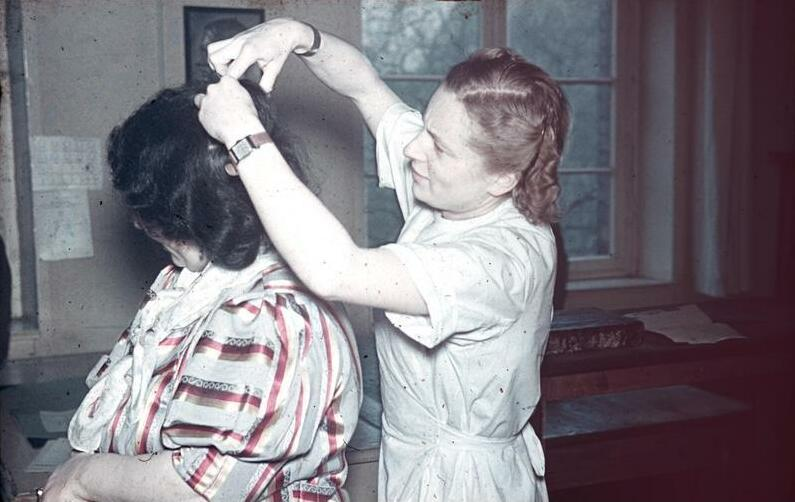
Haaronderzoek
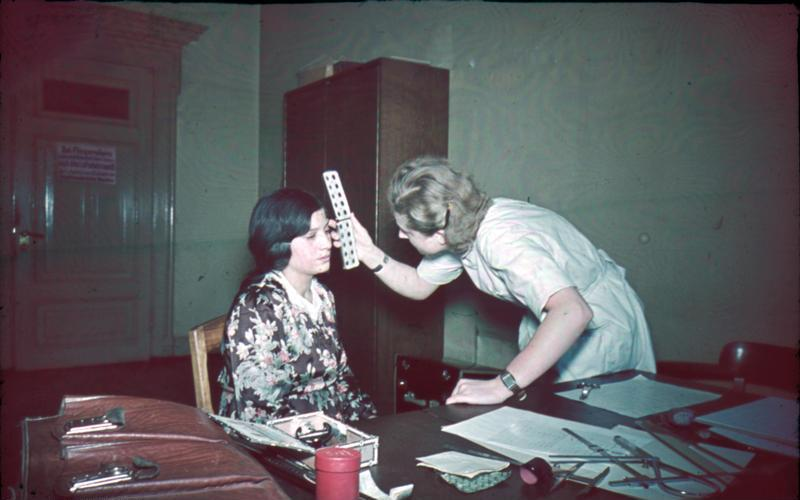
Vaststelling van de kleur van de ogen

#### Integratie
Trouwen buiten de eigen gemeenschap wordt ontmoedigd, maar tegenwoordig gaan zeker in Nederland steeds meer Sinti een relatie aan met een gadjo (niet-Sinto).
Volwassen Sinti kennen een lagere arbeidsparticipatie dan de gemiddelde Nederlander.
Doordat de Sinti vasthouden aan hun eigen cultuur en traditie, verloopt hun integratie in Nederland moeizaam. Over het algemeen is er een groot groepsgevoel en men isoleert zich als groep van de samenleving.
Bij de behandeling van het Europese Kaderverdrag inzake de bescherming van nationale minderheden in de Tweede Kamer werden de Sinti niet als nationale minderheid erkend. Uit een onderzoek uit 2004, dat werd verricht in het kader van de Monitor racisme en extreem-rechts (zie Anne Frank Stichting), blijkt dat Sinti in Nederland nog altijd worden achtergesteld en gediscrimineerd.

## Muziek
Sinti hebben een groot aantal uitmuntende muzikanten voortgebracht, onder wie de gitarist Django Reinhardt. De Sinto Häns'che Weiss maakte in de jaren zeventig in Duitsland een plaat waarop hij over de Porajmos ('Holocaust' van de Roma en Sinti zong in zijn eigen taal. Het gevolg was een woede-uitbarsting onder zijn volk, omdat men niet wilde dat de taal bekend werd bij de gadje. Veel jonge Duitsers hoorden pas over de vernietiging van de Roma en Sinti door deze plaat.

## Bekende Sinti
- Popy Basily
- Fapy Lafertin
- Tcha Limberger
- Rein Mercha
- Tata Mirando
- Koko Petalo
- Django Reinhardt
- Jimmy Rosenberg
- Stochelo Rosenberg
- Paulus Schäfer
- Settela Steinbach
- Felicita Vos
- Django Wagner
- Lalla Weiss
- Zoni Weisz
- Joe Zawinul

### België
- Vlaams Minderhedencentrum[dode link]

### Nederland
- Erkenning voor zigeuners
- Friezen enige nationale minderheid